# Pharaonenhund
Der Pharaonenhund oder auch Pharaoh Hound ist eine von der FCI (Nr. 248, Gr. 5, Sek. 6) anerkannte Hunderasse aus Malta. Der maltesische Name lautet Kelb tal-Fenek. Standardgebendes Land ist Großbritannien.

## Herkunft und Geschichtliches
Der Name Pharaonenhund wurde ursprünglich als Sammelbezeichnung für alle windhundähnlichen, stehohrigen Jagdhunde vom Typ der Podencos verwendet. Seit 1977 wird dieser Name durch die FCI jedoch ausschließlich dem Kelb tal-Fenek zugeordnet, einer Rasse, die 1960 von den Engländern auf Malta „entdeckt“ wurde. Der maltesische Name Kelb tal-Fenek (etwa: Hund des Kaninchens) spielt auf seine Verwendung zur Kaninchenjagd an.
Zur Geschichte der Rasse, die auch dem Cirneco dell’Etna von der benachbarten Insel Sizilien ähnelt, gibt es unterschiedliche Theorien:
Eine von vielen Liebhabern und Züchtern außerhalb Maltas vertretene Auffassung lautet, dass der Pharaonenhund schon eine lange Geschichte gehabt habe, ehe er auf der Insel Malta landete. Abbildungen von windhundähnlichen Hunden vom Typ des Tesem und des mit einem Hunde- bzw. Schakalkopf dargestellten Totengottes Anubis in ägyptischen Grabkammern, aber auch 5000 Jahre alte Knochenfunde belegen, dass es Hunde dieses Typs schon während der Antike in Ägypten und im Nahen Osten gab. Phönizische Händler und die Römer sollen für die Verbreitung dieser Hunde im ganzen Mittelmeergebiet verantwortlich sein und sie schließlich auch auf die Inseln Malta und Gozo gebracht haben.
Ein Einwand gegen diese Theorie lautet, dass die ersten Belege für die Existenz eines für die Kaninchenjagd verwendeten Jagdhundes auf Malta erst aus der Zeit des Malteserordens stammen. Außerdem wird darauf hingewiesen, dass die Rasse auf den relativ kleinen Inseln Malta und Gozo nicht hätte überleben können, wenn es nicht regelmäßig zur Einkreuzung anderer Hunderassen und damit zur Zufuhr neuen genetischen Materials gekommen wäre. Ein wissenschaftlicher Beweis für die direkte Abstammung des Kelb tal-Fenek von dem rund 2500 Jahre früher ausgestorbenen Tesem ist damit kaum zu führen.
Diese Zweifel werden durch die Ergebnisse einer Studie zum Genom des Haushundes erhärtet, die im Mai 2004 vom Fred Hutchinson Cancer Research Center  (FHCRC) in Seattle veröffentlicht wurde. Dieser Untersuchung zufolge sollen der Pharaonenhund und der Podenco Ibicenco erst in geschichtlich jüngerer Zeit aus unterschiedlichen Rassen entstanden sein.
In den letzten Jahren sind insbesondere in Malta Forderungen laut geworden, den Hund auch in den internationalen kynologischen Organisationen wie z. B. der FCI als Kelb tal-Fenek zu bezeichnen. Tatsächlich war die Rasse auf Malta bis zum Zeitpunkt ihrer „Entdeckung“ durch englische Hundezüchter ausschließlich unter diesem Namen bekannt, und auch die Legende vom ägyptischen Ursprung ist erst im Verlaufe ihrer internationalen Verbreitung entstanden.
Um Verwechslungen mit den bis 1977 ebenfalls als Pharaonenhund bezeichneten Podencos zu vermeiden, wird häufig auch in den deutschsprachigen Ländern die englische Rassebezeichnung Pharaoh Hound gebraucht.

## Beschreibung
Charakteristisch im Aussehen sind die auffällig großen Stehohren, die man auch bei den anderen mediterranen Jagdhunden vom Typ der Podencos findet. Die Widerristhöhe beträgt bei Rüden zwischen 56 und 63,5 cm, bei Hündinnen zwischen 53 und 61 cm. Das rostbraune bis dunkelrostbraune Fell ist kurz und glänzend, von fein und dicht bis etwas harsch. Der Hund hat kein schwarzes Pigment, d. h. Nase, Augenlider und Ohreninnenseiten sind fleischfarben. Es sind nur wenige weiße Markierungen zulässig: Eine weiße Rutenspitze ist sehr erwünscht. Häufig sind auch ein weißer Brustfleck (im Rassestandard als „Stern“ bezeichnet, doch in der Praxis nur selten wirklich ebenmäßig verteilt) und Weiß an den Zehen. Eine schmale weiße Blesse auf der Mittellinie des Gesichts wird toleriert. Die Schnauze ist geringfügig länger als der Hirnschädel. Die obere Begrenzungslinie des Schädels verläuft parallel zu der des Fangs. Der Kopf stellt sowohl von oben als auch von der Seite betrachtet einen stumpfen Keil dar. Die Ohren sind mittelhoch angesetzt. Sie werden bei Aufmerksamkeit aufgerichtet getragen, dabei sind sie sehr beweglich. Am Ansatz breit, sind sie groß und fein. Die Rute ist mittelhoch angesetzt, am Ansatz dick, sich zur Spitze (peitschenartig) verjüngend, in Ruhehaltung gerade bis unter das Sprunggelenk reichend.

## Wesen
Im Wesen ist er den Windhunden sehr ähnlich: Er ist sehr lebhaft und sensibel und benötigt viel Auslauf. Da er auf Malta auch als Wachhund eingesetzt wird, neigt er jedoch bei unbekannten Geräuschen zum Bellen. Eine gute Möglichkeit, um sein Bewegungsbedürfnis zu befriedigen, bildet die Teilnahme an Windhundrennen, insbesondere an Coursings.

## Verwendung
Auf Malta und Gozo wird er meistens in Paaren oder in kleinen Gruppen zur nächtlichen Jagd auf Kaninchen eingesetzt. Die Hunde stöbern die in Steinwällen oder Felsspalten verborgenen Kaninchen mit ihrem Geruchssinn und ihrem feinen Gehör auf und zeigen dies dem Jäger durch Bellen und Scharren an. Die Jäger decken das Versteck des Kaninchens dann mit einem Netz ab und setzen ein Frettchen ein, das das Kaninchen an die Oberfläche und damit in das Netz treibt. Wenn ein Kelb tal-Fenek ein Kaninchen im Freien aufstöbert, verfolgt er es mit einem charakteristischen, schrillen Bellen, das von den Maltesern Kurriera genannt wird. Dadurch signalisiert er den anderen Hunden, sich an der Jagd zu beteiligen. Dieses Verhalten lässt sich auch bei Windhundrennen und Coursings beobachten, wo die Rasse zu den wenigen Hunden gehört, die während des Rennens bellen. Der Pharaonenhund gehört zu den Hunden die „mit weichem Maul“ jagen, das heißt, dass er die Beute lebend zu seinem Herrchen bringen kann.